# Irish Ice Hockey Association
 Irish Ice Hockey Association ordnar med organiserad ishockey i Irland. Irland inträdde den 26 september 1996 i IIHF.

### Fotnoter
1. ↑  ”Ireland”. International Ice Hockey Federation. http://www.iihf.com/iihf-home/countries/ireland.html. Läst 9 april 2012.